# Kittichai Yomkhot
Kittichai Yomkhot (thailändisch กิตติชัย ยมโคตร, * 22. Januar 2002) ist ein thailändischer Fußballspieler.

## Karriere
Kittichai Yomkhot steht seit 2020 beim Khon Kaen FC unter Vertrag. Der Verein aus Khon Kaen spielt in der zweiten thailändischen Liga, der Thai League 2. Sein Zweitligadebüt gab Kittichai Yomkhot am 5. Februar 2022 (22. Spieltag) im Auswärtsspiel gegen den Ranong United FC. Hier wurde er nach der Halbzeitpause für Kritsana Daokrajai eingewechselt. Ranong gewann das Spiel 2:1. Am Ende der Saison 2021/22 musste er mit Khon Kaen als Tabellenvorletzter in die dritte Liga absteigen.